# Bélizon
Bélizon est un lieu-dit de Guyane française, connu pour la piste du même nom qui y passe.
En 1952, une piste de 150 kilomètres, la piste de Bélizon, a été construite entre Saül et la route menant à Cayenne, via Bélizon, par le Bureau des Mines de Guyane afin de développer la mine d'or de Saül. Le coût de la piste s'est révélé trop cher par rapport aux revenus de l'or et a été abandonné en 1960.
La route étant empruntée par des chercheurs d'or illégaux, un poste de garde y a été mis en place en 2012.
Le Clausirion bicolor  et l' Adiposphaerion y sont endémiques.